# Федуловка
Федуловка — деревня в Татищевском районе Саратовской области, входит в состав Вязовского муниципального образования. Основано в 1869 году.

## География
Деревня находится на расстоянии примерно 28 км (по прямой) к северо-востоку от посёлка городского типа Татищево, административного центра района.

### Часовой пояс
Деревня Федуловка, как и вся Саратовская область, находится в часовой зоне МСК+1. Смещение применяемого времени относительно UTC составляет +4:00.

## Население
| 2010 |
| ---- |
| 2    |

### Национальный состав
Согласно результатам переписи 2002 года, в национальной структуре населения русские составляли 100 % из 2 чел.